# Якубец, Бранислав
Брани́слав Яку́бец (словац. Branislav Jakubec; род. 6 ноября 1967, Миява, Тренчинский край) — словацкий кёрлингист на колясках. Участник сборной Словакии на зимних Паралимпийских играх 2014 и 2018 годов и на нескольких чемпионатах мира.

## Команды
| Сезон   | Четвёртый      | Третий           | Второй           | Первый           | Запасной                               | Турниры                          |
| ------- | -------------- | ---------------- | ---------------- | ---------------- | -------------------------------------- | -------------------------------- |
| 2008—09 | Радослав Дюриш | Дюшан Питоняк    | Бранислав Якубец | Алёна Канова     | Imrich Lyocsa                          | ЧМК 2009 (квал. 2008) (10 место) |
| 2010—11 | Радослав Дюриш | Дюшан Питоняк    | Бранислав Якубец | Алёна Канова     | Моника Кункелова                       | ЧМК 2011 (квал. 2010) (6 место)  |
| 2011—12 | Радослав Дюриш | Бранислав Якубец | Дюшан Питоняк    | Моника Кункелова |                                        | ЧМК 2012 (квал. 2011)            |
| 2012    | Радослав Дюриш | Бранислав Якубец | Дюшан Питоняк    | Моника Кункелова | Алёна Канова                           | ЧМК 2012 (4 место)               |
| 2013    | Радослав Дюриш | Бранислав Якубец | Дюшан Питоняк    | Моника Кункелова | Алёна Канова                           | ЧМК 2013 (7 место)               |
| 2014    | Радослав Дюриш | Бранислав Якубец | Дюшан Питоняк    | Моника Кункелова | Алёна Канова тренер: Франтишек Питоняк | ЗПИ 2014 (9 место)               |
| 2015    | Радослав Дюриш | Бранислав Якубец | Дюшан Питоняк    | Моника Кункелова | Imrich Lyocsa                          | ЧМК 2015 (4 место)               |

(скипы выделены полужирным шрифтом)